# Palazzo Forti

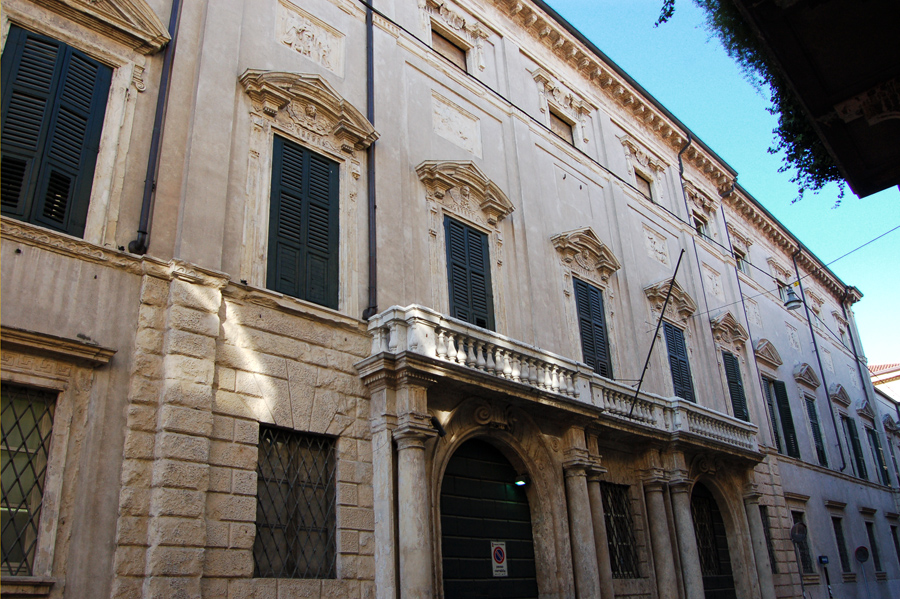
Palazzo Forti

Der Palazzo Emilei Forti ist ein historisches Stadtpalais in der Altstadt Veronas. Er entstand aus der Verbindung des mittelalterlichen Palastes von Ezzelino III. da Romano mit dem Renaissance-Palazzo "Emilei-Forti". Lange Zeit beherbergte er die Galleria d’arte moderna Palazzo Forti. 2012 eröffnete im Palazzo Forti das Opern-Museum Arena MuseOpera AMO.

## Baugeschichte
Der Palazzo ist Teil eines Gebäudeensembles, das sich auf einer ehemaligen römischen Stätte befindet. Der Gebäudeursprung geht auf das 13. Jahrhundert zurück, jedoch kann heute nur noch ein Gebäudeteil sicher auf diese Zeit datiert werden: der Ezzelino-da-Romano-Flügel, der nach Ezzelino da Romano benannt wurde, dem tyrannischen „capitano del popolo“, der Verona von 1232 bis 1259 nach seiner Heirat mit Selvaggia, der unehelichen Tochter von  Friedrich II., beherrschte. Nach dem gewaltsamen Tods Ezzelinos wurde das Gebäude mehrfach umgebaut – v. a. während der Vorherrschaft der adligen Familie der Scaliger. 

### Eingriffe in die Gebäudestruktur
Über die Jahre hinweg wurde der mittelalterliche Baukörper drei großen Eingriffen unterzogen. Der erste Eingriff erfolgte in der Mitte des 15. Jahrhunderts, nachdem die Emilei-Familie das Gebäude erworben hatte, um von ihrem Lehen Montirone bei Brescia 1416 nach Verona zu ziehen. Sie wandelten den Palazzo in ein Wohngebäude um – mit Wohnräumen, Bibliothek, Garten, Hofanlage etc. Der zweite Eingriff fand im 16. Jahrhundert statt. 
Der dritte Eingriff erfolgte im 18. Jahrhundert, wobei die Hauptfassade durch den Architekten Ignazio Pellegrini umgestaltet wurde. Der Palazzo entwickelte sich seinerzeit zu einem wichtigen Treffpunkt für bedeutende Kulturschaffende, Politiker und Künstler. Napoleon Bonaparte war hier zu Gast bei Francesco Emilei, dem Polizeichef Veronas, der später von einem Tribunal als Aufständischer zum Tode verurteilt wurde, das von Napoleon höchstpersönlich angeführt wurde, der taub gegenüber den Bitten von Silvia Curtoni Verza war, einer Adligen, die mit der Francesco Emilei eines Liebesaffäre hatte.
Anschließend besaß Pietro Emilei, ein glühender Anhänger des Carbonari-Bundes den Palazzo, der aus finanziellen Gründen den ersten Stock des Gebäudes an die österreichische Kommandantur unter Josef Graf Radetzky vermieten musste. Es folgte eine Erweiterung des Gebäudes bis zur Via Massalongo.
Während der österreichischen Besatzung genoss das Gebäude die größte öffentliche Bekanntheit. Schließlich wurde Pietro Emilei aufgrund seiner Mitgliedschaft in einer Geheimgesellschaft in Salzburg inhaftiert. Nach seiner Rückkehr nach Verona im Jahre 1854, verkaufte er das Gebäude an Israele Forti, der sofort damit begann, das Gebäude komplett zu sanieren.
1937 hinterließ der gefeierte Botaniker Achille Forti und letzter der Forti-Linie den Gebäudekomplex der Stadt Verona, damit es als Museum für moderne Kunst genutzt werden konnte. Diesen Wunsch setzte die Stadt Verona zunächst in die Tat um. Doch nach gerade einem Jahr musste das Museum wieder schließen. Nach dem Zweiten Weltkrieg wurde es erst als Kunstschule und dann bis etwa 1950 als Verwaltungsgebäude für den Stadtrat genutzt.
1966 leitete Professor Licisco Magagnato weitere Renovierungsarbeiten und legte die mittelalterlichen Strukturen wieder frei. Währenddessen wurde der Museumsbetrieb kurzzeitig und mit Unterbrechungen  wieder aufgenommen, bis 1982 das Museum Galleria d’arte moderna Palazzo Forti eröffnet wurde.